# Alberto De Marchi
Pour les articles homonymes, voir Marchi.
Pas d'image ? Cliquez ici

a Compétitions nationales et continentales officielles uniquement.

b Matchs officiels uniquement.
Dernière mise à jour le 22 mars 2025.
Alberto De Marchi, né le 13 mars 1986 à Jesolo (Italie), est un joueur international italien de rugby à XV évoluant au poste de pilier.

## Biographie
Alberto De Marchi commence la pratique du rugby à XV dans le club amateur de Rugby San Donà avant de s'engager avec le club de Parme Crociati en 2006. Outre ses 41 matchs dans le Championnat d'Italie, il joue 18 matchs de compétitions européennes durant ses quatre années à Parme, dont six rencontres de Coupe d'Europe. En 2008 et 2009, il remporte la Coupe d'Italie avec le club parmesan. En 2010, il rejoint la franchise italienne d'Aironi dans la Celtic League. En 2012, il signe dans la franchise de Benetton Trevise. 
International Italie A et des moins de 21 ans, il est appelé en janvier 2012 au sein du XV d'Italie pour disputer le Tournoi des Six Nations 2012.

## Statistiques en équipe nationale
- 29 sélections
- Sélections par année : 4 en 2012, 8 en 2013, 11 en 2014, 6 en 2015
- Tournois des Six Nations disputés : 2013, 2014, 2015